# Julia David-Smith
Julia David-Smith (Seattle, 24 gennaio 2003) è una mezzofondista francese.

## Biografia
Nata a Seattle negli Stati Uniti d'America, da madre francese di Couëron e padre statunitense.
A luglio 2025 è giunta quarta nei 5000 metri piani ai campionati europei under 23 di Bergen in Norvegia. La settimana successiva ha vinto la medaglia d'oro sempre nei 5000 metri piani ai Giochi mondiali universitari estivi 2025 a Bochum in Germania.

## Progressione

### 1500 metri piani
| Stagione | Misura  | Luogo    | Data      | Rank. Mond. |
| -------- | ------- | -------- | --------- | ----------- |
| 2025     | 4'10"03 | Dublino  | 11-7-2025 |             |
| 2024     | 4'13"56 | Portland | 9-6-2024  |             |
| 2023     | 4'20"88 | Gresham  | 4-6-2023  |             |
| 2022     | 4'19"70 | Azusa    | 15-4-2022 |             |
| 2019     | 4'34"07 | Seattle  | 15-6-2019 |             |

### 5000 metri piani
| Stagione | Misura      | Luogo  | Data      | Rank. Mond. |
| -------- | ----------- | ------ | --------- | ----------- |
| 2025     | 15'34"57    | Bochum | 26-7-2025 |             |
| 2024     | 15'55"05(i) | Boston | 7-12-2024 |             |

## Palmarès
| Anno | Manifestazione               | Sede      | Evento       | Risultato | Prestazione | Note  |
| ---- | ---------------------------- | --------- | ------------ | --------- | ----------- | ----- |
| 2025 | Europei U23                  | Bergen    | 5000 m piani | 4ª        | 16'00"62    |       |
| 2025 | Giochi mondiali universitari | Reno-Ruhr | 5000 m piani | Oro       | 15'34"57    | [ 3 ] |